# هیدروکورتیزون
هیدروکورتیزون (به انگلیسی: Hydrocortisone)، تحت برند کورتینیل به فروش می‌رسد در میان دیگر نام‌ها، و نام هورمون کورتیزول می‌باشد زمانی که به عنوان یک دارو عرضه شده‌است. از آن در بیماری‌هایی مانند نارسایی آدرنال، هیپرپلازی مادرزادی آدرنال، کلسیم خون بالا، تیروئیدیت، آرتریت روماتوئید، درماتیت، آسم و COPD استفاده می‌شود. این درمان انتخابی برای نارسایی آدرنال است. می‌توان آن را از طریق دهان یا تزریق هم انجام داد. پس از استفاده طولانی مدت، متوقف کردن آن باید به آرامی انجام شود.

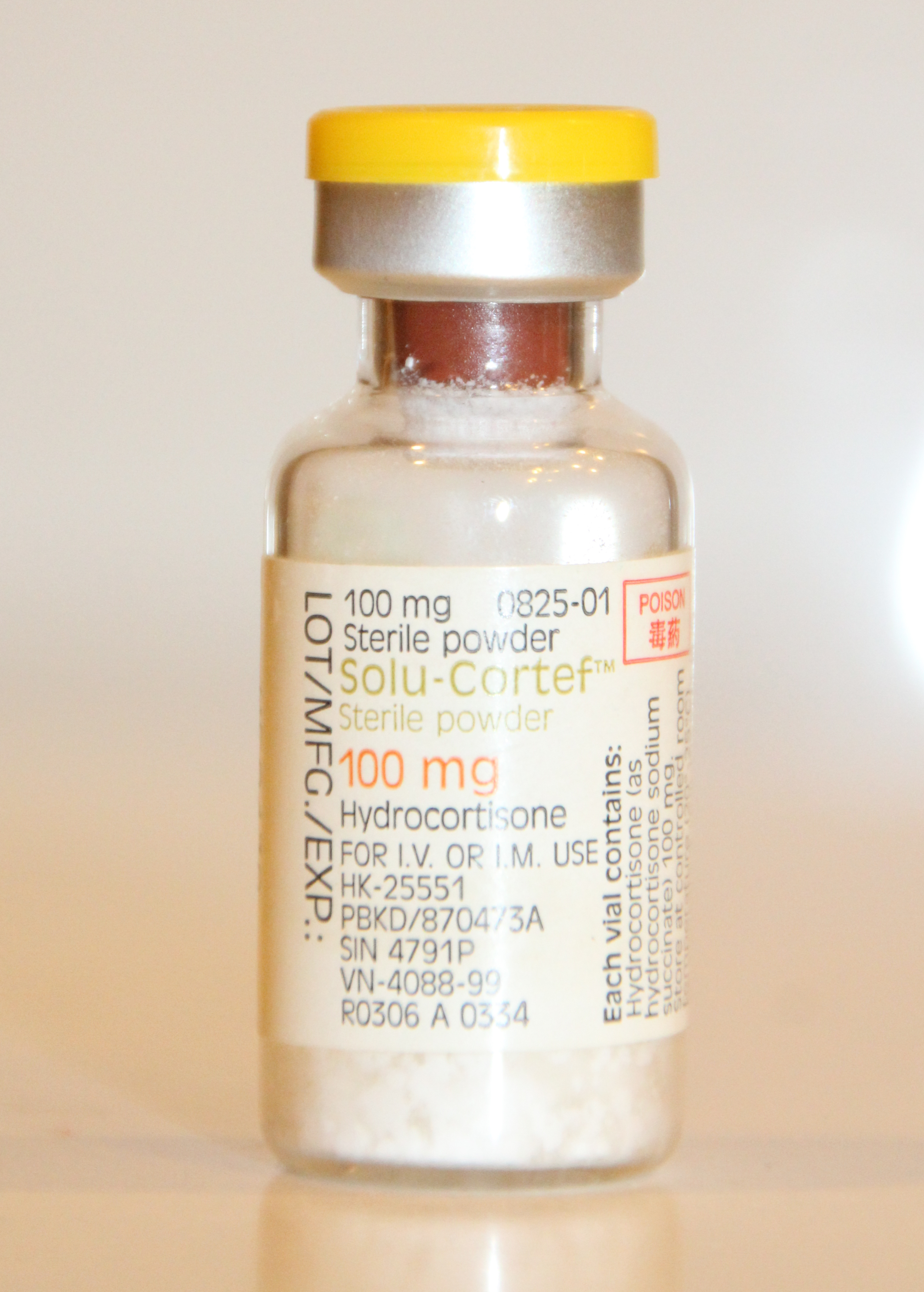
کورتیزول برای تزریق

## موارد مصرف
برای درمان جایگزینی در نارسایی غده فوق کلیوی استفاده می‌شود. به علاوه در ترشح سورفاکتانت که در کودکان زودرس کم است مؤثر است این دارو همچنین در درمان علامتی التهاب و آلرژی در جهت سرکوب کردن سیستم ایمنی، حساسیت‌های معمول مانند کهیر و آنافیلاکسی کولیت اولسراتیو و ادم مغزی نیز مؤثر است.
این ممکن است به صورت موضعی برای بثورات آلرژیک، اگزما، پسوریازیس، خارش و دیگر شرایط التهابی پوست استفاده شود.

## عوارض جانبی
افزایش فشار خون، آکنه، پوکی استخوان، مشکلات گوارشی، سرکوب محور آدرنال - هیپوفیز.